# Caminllano
Caminllano (en asturiano y oficialmente: Caminllanu) es un despoblado que pertenece a la parroquia de Serín en el concejo de Gijón (Principado de Asturias). Se encuentra a 178 m s. n. m. y está situada a 12,40 km de la capital del concejo, Gijón. 

## Población
En 2020 contaba con una población de 0 habitantes (INE 2020).